# Rzeczyca (stacja kolejowa na Białorusi)
Rzeczyca (biał. Рэчыца, ros. Речица) – stacja kolejowa w miejscowości Rzeczyca, w rejonie rzeczyckim, w obwodzie homelskim, na Białorusi. Leży na linii Homel - Łuniniec - Żabinka.
Stacja powstała w XIX w. na linii dróg żelaznych poleskich Brześć - Briańsk.